# Moulins-le-Carbonnel

Moulins-le-Carbonnel este o comună în departamentul Sarthe, Franța. În 2009 avea o populație de 738 de locuitori.